# 月刊秘伝
月刊秘伝（げっかんひでん）は、BABジャパン社より発行される武道に関する月刊誌である。

## 特徴
1990年に古武道専門誌として創刊される。当初は季刊誌であったが1997年に月刊化、創刊10周年の2000年には新装し、それまでのB5判からA4変判となる。2021年時点で3万部を発行している。
柔道や剣道にはじまり、世界の古武術や護身術など、身体技法文化を幅広く紹介している。身体運用や沖縄空手、合気道、杖道、中国武術なども扱うほか、相撲や柔道、少林寺拳法などの現代武道も他の武道誌とは違った角度から切り込んだ特集を組むことがある。格闘家や棋士が取材対象となることもある。
徹底的な取材と検証を通じた特集を毎号行っており、現在の武道界のオピニオンリーダー的存在のクオリティマガジンとされる。古武道は、他の武道誌や格闘技雑誌で扱われることが少ないため、独特の地位を獲得している。
人物を軸にした特集は宮本武蔵、植芝盛平、木村政彦、澤井健一、高岡英夫、松田隆智、小田常胤、塩田剛三、中村日出夫らなどがあり、古武道だけでなく現代武道や中国武術、身体運用関連の人物も採り上げることがある。

## 現在の主な連載
- 「武術秘伝書夢世界」
- 「秘伝ジャーナル」
- 「組手、ときどき波」天野敏（太気至誠拳法太気会代表）
- 「直問直答！鉄山に訊け」黒田鉄山（古武道八段範士）
- 「武道者徒歩記」日野晃（ジャズドラマーの武道研究家）
- 「北海道大学の2287日」増田俊也（七帝柔道出身の作家）
- 「現代柔道へ活」山口香（漫画『YAWARA!』のモデルの柔道家）

このほか、平直行、中井祐樹、松原隆一郎、針すなおなどが不定期で評論。

## 書籍・DVDソフトとのリンク
発行元のBABジャパンから販売される武道書籍・DVDソフトの宣伝を兼ねた記事を組むことが多いのが本誌の特徴である。例えば、書籍では富木謙治の直弟子佐藤忠之の『富木謙治の合気道』、澤井健一の直弟子天野敏の『組手再入門』、他には『実戦内家拳ファイル』『日本伝大東流合気柔術』『弓の道、正法流入門』などを出版し、DVDでは『塩田剛三の実戦』『毛利元貞のパーソナルディフェンスシステム』『必勝の心技 史上最強の柔道家山下泰裕』『沖縄剛柔流』『天真正傳香取神道流』など、本誌で採り上げたラインナップを多くリリースしている。